# Fei Xiaotong
Fei Xiaotong (ur. 2 listopada 1910 w Wujiang, prowincja Jiangsu, zm. 24 kwietnia 2005 w Pekinie) – socjolog i antropolog chiński, działacz polityczny i państwowy.
Studiował na pekińskich uniwersytetach Yanjing (Yenching) i Tsinghua, doktorat obronił na uniwersytecie w Londynie pod opieką Bronisława Malinowskiego. Zajmował się problemami socjologicznymi wsi chińskiej, prowadził również badania nad grupami etnicznymi zamieszkującymi Chiny. Był profesorem wielu chińskich uniwersytetów (m.in. Uniwersytetu Pekińskiego), dyrektorem Instytutu Socjologii Chińskiej Akademii Nauk Społecznych, zastępcą dyrektora Instytutu Narodowści tej akademii. Pełnił funkcję przewodniczącego, później przewodniczącego honorowego Chińskiego Towarzystwa Socjologicznego; odebrał kilka doktoratów honoris causa, m.in. Uniwersytetu w Hongkongu i Makau. W 1994 został laureatem Nagrody Ramona Magsaysaya w kategorii „lider społeczny”.
Był aktywny w życiu politycznym ChRL. Działał w jednej z partii demokratycznych – Chińskiej Lidze Demokratycznej; pełnił funkcję przewodniczącego i honorowego przewodniczącego partii. Zasiadał w kierownictwie Ludowej Politycznej Konferencji Konsultacyjnej Chin (wiceprzewodniczący Komitetu Narodowego w VI kadencji, 1983–1988) oraz kierownictwie Ogólnochińskiego Zgromadzenia Przedstawicieli Ludowych (wiceprzewodniczący Stałego Komitetu VII i VIII kadencji, 1988–1998). Był również wiceprzewodniczącym Komisji Państwowej ds. opracowania prawa podstawowego Specjalnego Regionu Administracyjnego ChRL Hongkong.